# Готи
Готи (гот. 𐌲𐌿𐍄𐌰𐌽𐍃) су били источно германско племе пореклом из Скандинавије (Готланд, тј. Јеталанд), које је у 3. и 4. веку упало у Римско царство и касније прихватило аријанство. У 5. и 6. веку су се поделили на Визиготе и Остроготе и успоставили две јаке и моћне државе на територији Римског царства — Визиготи на Иберијском, а Остроготи на Апенинском полуострву.

## Историја Гота
У 2. веку Готи су напустили своју прапостојбину која се налазила негде на територији данашње Шведске и кренули ка југу. Прво су прешли Балтичко море а затим су следили ток Висле да би потом ушли у пределе око Дунава. Дунавом су стигли до Црног мора. На свом путу оставили су за собом многа сродна племена: Скире и Гепиде на Висли, Херуле и Руге у Померанији, Бургунде у долини Лабе и Вандале на ушћу Дунава). Успут су изгубили етничко јединство што је било последица унутрашњих сукоба унутар клана. Након коначне поделе, Остроготи су се населили на истоку, између Дона и Дњепра, а Визиготи на западу, између Дњепра и Тисе.

### Додир са Римским царством
Веома брзо, Готи су стекли јаку династичку организацију која им је омогућила да продиру брже и снажније од осталих племена. Напали су територију Римског царства први пут 238. године. Године 267. започели су прву велику варварску инвазију Римског царства. Читаве провинције су биле скоро потпуно опустошене: Македонија, Понт, Азија. Годину дана касније 268. године претрпјели су велики пораз у бици код Ниша и одбачени преко Дунава. Једна група Гота је успоставила независно краљевство у Дакији, коју је цар Аурелијан препустио варварима. Ти су Готи добили назив Визиготи (звани још и Западни Готи). Друга група Гота, Остроготи (звани још и Источни Готи) успоставила је краљевство дуж Црног мора. Остроготи су тиме остали у старом краљевству, а Визиготи се преселили на подручје Дакије. Не зна се колико су дуго остали, с обзиром да су били полуписмен народ. Године 214. их је поразио цар Каракала.
У контакту са Римским царством, Готи су прихватили одређене цивилизацијске тековине римске државе. Многи од њих, поготову Остроготи, прикључили су се римским легијама. Визиготи су с друге стране, око 247. године завршили окупацију Дакије и отпочели инвазију на Балкан и Византију с једне стране, и на Италију и Панонију, с друге стране.
Против њих су се борили цареви Клаудије II Готски и Луције Домиције Аурелијан. Ова два цара су успела да зауставе инвазије и да скоро два века одгоде визиготски продор на запад. Касније су склопили савез са Константином и прихватили хришћанство захваљујући Улфили који је превео Библију на готски језик.
Ратови између римских царева и готских владара током скоро целог века опустошили су Балкан и територије на североистоку Медитерана. Друга племена су се ујединила са Готима и под вођством великог Херманарика успоставили 350. године краљевство које се простирало од Балтичког мора до Црног мора у ком су им поданици били Словени и угрофински и ирански народи.

### Хунске инвазије и период успона
Око 370. године Хуни су упали у краљевство краља Херманарика и растерале сва готска племена, због чега се краљ убио.
Визиготе су Хуни протерали преко Дунава 376. године и они су 9. августа 378. године у бици код Хадријанопоља победили Римљане и убили цара Валенса. Затим су Визиготи живели у Доњој Мезији, да би 395. године, под вођством Алариха I, опљачкали Грчку, затим прешли у Италију и 410. године освојили Рим. Прешли су потом у Галију и Хиспанију и око 418. године населили су се између Гароне и Лоаре, са главним градом Тулузом. Године 475. Визиготи су основали независно краљевство. После пораза који су претрпели од Франака које је предводио Хлодовех 507. године, Визиготи су морали да напусте Галију. Остала им је Хиспанија којом су владали док њихову државу нису уништили Маври 711. године.
Остроготи и Визиготи су били уједињени у 6. веку под вођством остроготског краља Теодорика Великог, јунака германске епске поезије, једне од главних личности Европе након хунског расула.
Од 455. до 489. године Остроготи су живели у балканским провинцијама, да би потом, под вођством Теодориком кренули у Италију. Тамо су основали своје краљевство.

### Византија против Острогота
Након смрти Теодорика, политичку контролу над Остроготима је преузела његова кћерка Амаласунта, која је владала у име краља детета, Аталарика, све док овај није умро 534. Након смрти свог сина, регента Амаласунта је морала да потхитно потражи новог краља како би могла да настави да управља државом. Одабрала је Теодата, са којим је склопила брак крајем 534. године. Овај се убрзо склонио из палате у Равени и наредио убиство своје жене у априлу 535. године. Вероватно га је на то наговорила Теодора која је тражила изговор како би Јустинијан I могао да интервенише.
Те исте године Јустинијанов војсковођа Велизар је заузео Сицилију, а Гепид Мунд Далмацију. Недаће кроз које је пролазило царство, као побуна у Африци и повратак територија у Далмацији под германску власт, навели су Теодата да прекрши тајно склопљени уговор о предаји Италије Византији који је потписала Амаласунта са Јустинијаном и да се супротстави Јустинијановој војсци.
Јустинијан је реорганизовао војну хијерархију како би могао да поднесе Велизарове походе на Италију, јер је Мундо погинуо у нападу на Далмацију. На његово место поставио је Константинијана који је поново предузео напад на Далмацију, повратио Салону и избацио Остроготе из региона. Велизар је окупирао Напуљ, а почетком децембра 536. и Рим. Теодат, пре пада Рима, био је смењен и на његово место је дошао Витигес, који је прво побегао из Рима пред Велизаровим снагама, а онда организовао опсаду града која је трајала од јануара 537. до марта 538. Кад је добио појачање из Константинопоља, Велизар је прешао је у офанзиву. Ослобођени су Римини, и Медиоланум (Милано).
Следеће године (540) у рат су ушли и Франци и заузели Милано. Велизар је заузео престоницу остроготског краљевства Равену и заробио готског краља Витигеса. Готи су понудили Велизару да он буде западни цар, али је овај то одбио. Та готска понуда је вероватно изазвала сумњу код Јустинијана о Велизару, па је одлучио Велизара пошаље да ратује у Персији и Сирији.
Цена освајања остроготског краљевства се можда може сматрати претераном. У војним походима главна жртва било је италско становништво које је претрпело уништење свог друштвеног, политичког и продуктивног ткива и која је плус била покошена епидемијом куге. Двадесет година сталних борби убрзало је прелазак на средњовековну организацију друштва. Рим је изгубио урбани карактер и престао да представља центар медитеранског света.
Прагматична санкција из 554, којом је Италија опет постала део Римског царства, ратификовала је ситуацију de facto тако што је дала контролу бискупима над разним аспектима световног живота (као на пример рад цивилних судија) и администеације градова, чиме су они постали одговорни за снабдевање, обезбеђење јавних послова, иако нису имали приступа царским функцијама.
Са пропашћу Осроготског царства, Остроготи су нестали са историјске сцене. Највероватније је да су се стопили са римском цивилизацијом. Група која се најдуже одржала били су Остроготи с Крима који су изгубили независност 1475. пред турском најездом. Њихов језик је потпуно нестао тек у 18. веку.

### Византија против Визигота
Крајем 552. Јустинијан је могао да сматра поход на Италију завршеним. Исте године је одговорио на позив у помоћ који му је упутио Визигот Атанагилд у размену за обалски део Хиспаније од Валенсије до Кадиза. Јустинијанова сарадња је спречила грађански рат на полуострву и утицала да превагне Атанагилдова страна у сукобу око престола са другим кандидатом, Агилом. Али, територијална компензација никада није постала одскочна даска за даље освајање Хиспаније. Заправо, зоне које су потпале под византијску управу остале су у истим границама све до 552. године, када су почеле да се мењају следећих деценија, нарочито током Леовигилдове владавине, па све до нестанка византијске провинције Спаније 624. године.

## Готско друшво
При првом сусрету са Римским царством, Готи су се одали пљачки и пустошењу римских територија. Кад су се населили у Дакији, посветили су се рударству и трговини са Римљанима.
Успостављањем провинције Дакије, долази до велике промене у економској и друштвеној структури Гота. Готи су били полуномадски народ код којих су сви људи били слободни и имали иста права пред својим вођама, сви су били ратници у пуној снази. Касније су постали друштво посвећено пољопривреди и у мањој мери сточарству, у ком су почеле да се поларизују касте. Тако с једне стране настаје класа слободних сељака који нису ратовали, а с друге стране класа професионалних ратника који су се потпуно посвећивали војној припреми.
У овом периоду настаје и аристократија која се бави углавном трговином са Римским царством, делатношћу која јој доноси огромна богатства. Овај прелазак готског друштва од полуномадске у земљорадничку заједницу доноси и нове војне циљеве — код Гота се јавља тежња за освајањима нових плодних земљишта где би могли да се трајно настане и да се баве пољопривредом.
Такође треба истаћи да су Готи радо прихватали технолошке новине, као што су узде, лук и стреле, јахање и нове војне тактике засноване углавном на коњаницима наоружаним стрелом и луковима. Овим напретком и богатством стекнутим кроз трговину с Римљанима, Готи су се претворили врло брзо у велику силу која се истицала од осталих германских племена, што је довело до тога да постану проблем за Римско царство.
Овај развој готског друштва на економском и војном плану забринуо је Римљане, због чега је Аурелијан 270. године одлучио да призна Готима право да се настане у Дакији. На тај начин Римљани су признавали Готе као суседни и пријатељски народ, иако су Готи и даље повремено упадали на територију царства не обазирући се на склопљене споразуме.

## Готски језик
Готски језик припада групи германских језика који су изумрли. За разлику од других источногерманских језика (бургундски, вандалски, херулски и рушки) од којих су до данашњих дана остали само трагови (поједина властита имена и понека именица), готски језик је стигао до нас у фрагментима превода Библије коју је на готски језик превео Улфила заслужан за евангелизацију и покрштавање Гота. Улфила је био готски свештеник који је 348. године повео Готе хришћане са севера Дунава. Том приликом Готи су прешли на другу страну реке и стигли до Никопоља бежећи пред прогонима хришћана под Атанариком.
Улфилино дело је од великог значаја. Не само што је добро познавао сопствени језик, већ је такође одлично владао латинским и старогрчким језиком. Међутим, осим Библије, Готи немају других записа на свом језику. Пре преласка у хришћанство, нису ништа бележили, нити су имали писмо. Због тога је Улфила прво морао да створи писмо, што је учинио на основу грчког алфабета, али са карактеристикама латинских и рунских карактера. Потом се посветио решавању одређених семантичких проблема.
Иако је реч о веома ограниченим информацијама које се налазе у Улфилином преводу, пошто је реч о језику само једне особе и преводу а не о оригиналном делу, готски који знамо на основу тих информација има фундаменталну улогу у лингвистичкој компарацији индоевропских језика. Заправо, готски језик је први документовани германски језик.